# مقيبل (سيئون)
'

تعديل مصدري - تعديل

مقيبل هي إحدى قرى عزلة سيئون بمديرية سيئون التابعة لمحافظة حضرموت، بلغ تعداد سكانها 213 نسمة حسب تعداد اليمن لعام 2004.